# Headbanger (Babymetal-Lied)
Headbanger (jap. ヘドバンギャー！！, Hedobangyā!!, auf offiziellen englischsprachigen Veröffentlichungen Headbangeeeeerrrrr!!!!! geschrieben) ist ein Lied der japanischen Metal-Band Babymetal. Es wurde in Japan am 4. Juli 2012 veröffentlicht und ist die dritte Single der Band. Das Lied ist sowohl auf dem zwei Jahre später erschienenen Debütalbum Babymetal als auch auf dem Album Sakura Gakuin 2012 Nendo: My Generation von Sakura Gakuin zu finden. Die B-Seite der Single ist das Lied Uki Uki ★ Midnight.

## Veröffentlichung
Die Single wurde am 4. Juli 2012 in zwei Versionen veröffentlicht: Eine als CD und Download erhältliche Standardedition sowie die limitierte „Head“-Edition, der ein „Nackenkorsett“ (eigentlich eine Cervicalstütze) für das „Headbanging-Training“ beigelegt war. Die limitierte CD enthält auch ein kurzes Bonus-Musikvideo zu Babymetal Death, das nur auf einem Computer abgespielt werden kann. Nur wer das Nackenkorsett trug, konnte ein Promotionsevent besuchen, das am 21. Juli 2012 im Rockmaykan in Meguro stattfand.

## Komposition
Die Musik von Headbanger wurde von Narasaki komponiert, dem Sänger und Gitarristen der Alternative-Rock-Band Coaltar of the Deepers. Stilistisch verbindet sie Thrash Metal mit Elementen von Melodic Death Metal und J-Pop. Der Backing Track enthält Screams und Doublebass sowie zum Abschluss eine Emo-inspirierte Melodie. Bei Headbanger wurde der Leadgesang von Suzuka Nakamoto (Su-metal) erstmals in einem einzigen Take aufgenommen anstatt segmentweise wie bei allen Veröffentlichungen zuvor, so dass sie sich die Geschichte verinnerlichen musste. Der leicht melancholisch gesungene Liedtext handelt von einem Mädchen, das an seinem 15. Geburtstag zum ersten Mal ein Metal-Konzert besucht, von der Stimmung mitgerissen wird und heftig headbangt. Im Japanischen wird die Zahl 15 üblicherweise in der Form jūgo (十五, entspricht 10+5) verwendet, im Lied hingegen in der seltenen Form ichigo (一五, entspricht 1+5). Dies ist eine Ableitung vom gleichlautenden ichigo (一期, „einmaliges Erlebnis“).
Uki Uki ★ Midnight (ウキ ウキ★ミッドナイト, Uki Uki Midonaito, dt. „vergnügte Mitternacht“) vereint Metalcore und Dubstep, angereichert mit einer poppigen Melodie und Death Growls. Interessanterweise enthält die Bridge Elemente des englischen Wiegenlieds Twinkle, Twinkle, Little Star. Der Text handelt von einer mitternächtlichen Party und dem Appetit auf Tintenfische. Nakamoto bezeichnete das Lied als eine Art Fortsetzung der ersten Babymetal-Single Doki Doki Morning, da beide das hektische Leben eines Teenagers thematisieren.

## Chartplatzierungen
| Charts            | Höchste Platzierung |
| ----------------- | ------------------- |
| Japan (Oricon)    | 20                  |
| Japan (Billboard) | 19                  |

## Musikvideo
Die Produktion des Musikvideos stand unter der Leitung von Hidenobu Tanabe, der bei den Space Shower Music Video Awards als bester Regisseur des Jahres 2012 ausgezeichnet wurde. Das Video erzählt die Geschichte einer 15-Jährigen (Nakamoto), die in ihrem Zimmer den Metal-Gott anbetet. Daraufhin erscheint vom Himmel herab eine mysteriöse Kiste, in der sie ein legendäres Nackenkorsett findet. Plötzlich springt das Korsett aus ihren Händen und wickelt sich um ihren Hals, woraufhin sie heftig zu headbangen beginnt. Später gesellen sich Yui Mizuno (Yuimetal) und Moa Kikuchi (Moametal) hinzu, die wild um sie herum tanzen. Bis März 2024 wurde das Video auf YouTube über 27 Millionen Mal angeschaut.

## Live-Auftritte
Headbanger wird häufig bei Babymetal-Konzerten gespielt. Im Gegensatz zu anderen Metalbands wenden die drei Mitglieder eine eigene Variante des Headbanging an, das „baby headbanging“: Während sie leicht hüpfen, schwingen sie ihre Köpfe von Schulter zu Schulter. Bei einer anderen Variante, dem „dogeza headbanging“, knien sie nieder und verbeugen sich tief.
Anstelle von Nakamoto übernahmen Mizuno und Kikuchi bei zwei Konzerten der Babymetal World Tour 2014 einen Teil des Leadgesangs, um so ihren 15. Geburtstag zu zelebrieren: Mizuno am 1. Juli 2014 in La Cigale in Paris, Kikuchi zwei Tage später in der Live Music Hall in Köln. Nakamoto überreichte während des Breakdowns nach dem ersten Chorus in zeremonieller Weise das Mikrofon und übernahm den Choreografieteil der jeweiligen Kollegin. Bei zwei Konzerten am 2. und 3. Dezember 2017, die in der Hiroshima Green Arena aus Anlass von Nakamotos 20. Geburtstag stattfanden, ersetzte sie das Wort ichigo (一五, „fünfzehn“) durch hatachi (二十歳, „20 Jahre alt“).

## Trackliste
| Nr.          | Titel                                       | Autor(en)                                  | Länge |
| ------------ | ------------------------------------------- | ------------------------------------------ | ----- |
| 1.           | Headbanger (ヘドバンギャー！！)             | Edometal, Nakametal, Narasaki              | 4:03  |
| 2.           | Uki Uki ★ Midnight (ウキ ウキ★ミッドナイト) | Ryu-Metal, Fuji-Metal, Nakata Caos, Team-K | 3:20  |
| 3.           | Headbanger (Air Vocal Ver.)                 |                                            | 4:02  |
| 4.           | Uki Uki ★ Midnight (Air Vocal Ver.)         |                                            | 3:19  |
| Gesamtlänge: | Gesamtlänge:                                | Gesamtlänge:                               | 14:44 |

## Mitwirkende
- Suzuka Nakamoto (Su-Metal): Leadgesang
- Yui Mizuno (Yuimetal): Gesang
- Moa Kikuchi (Moametal): Gesang
- Kei Kobayashi (Kobametal): Executive Producer
- Shion Hirota (Edometal): Text
- Norikazu Nakayama (Nakametal): Text
- Nobuki Narasaki (Narametal): Komposition, Arrangement
- Shinichi Fujita (Fuji-Metal): Text
- Ryugi Yokoi (Ryu-Metal): Text
- Nakata Caos: Text
- Shuhei Takahashi (Team-K): Komposition
- Kazuki Higashihara (Team-K): Komposition
- Takehiro Mamiya (Yuyoyuppe): Arrangement